# Николаевский сельсовет (Благовещенский район, Башкортостан)
Никола́евский сельсовет — муниципальное образование в Благовещенском районе Башкортостана.

## История
Согласно «Закону о границах, статусе и административных центрах муниципальных образований в Республике Башкортостан» имеет статус сельского поселения.

## Население
| 2002  | 2009  | 2010  | 2012  | 2013  | 2014  | 2015  |
| ----- | ----- | ----- | ----- | ----- | ----- | ----- |
| 976   | ↗1081 | ↗1105 | ↘1088 | ↘1075 | ↘1067 | ↘1032 |
| 2016  | 2017  |       |       |       |       |       |
| ↗1042 | ↘1036 |       |       |       |       |       |

## Состав сельского поселения
| № | Населённый пункт | Тип населённого пункта       | Население |
| - | ---------------- | ---------------------------- | --------- |
| 1 | Николаевка       | село, административный центр | ↗668      |
| 2 | Дмитриевка       | деревня                      | ↗343      |
| 3 | Куреч            | деревня                      | ↘49       |
| 4 | Андреевка        | деревня                      | ↗33       |
| 5 | Сунеевка         | деревня                      | ↗12       |